# Glenea crucicollis
Glenea crucicollis là một loài bọ cánh cứng trong họ Cerambycidae.